# Varlaxudden
Varlaxudden är en udde i Finland. Den ligger i Borgå och landskapet Nyland, i den södra delen av landet, 40 km öster om huvudstaden Helsingfors.